# گونگجاکسان
گونگجاکسان (به لاتین: Gongjaksan) یک کوه در کره جنوبی است که در کره جنوبی واقع شده‌است. گونگجاکسان ۸۸۷ متر بالاتر از سطح دریا واقع شده‌است.